# Stilpnolepis centiflora
Stilpnolepis centiflora là một loài thực vật có hoa trong họ Cúc. Loài này được (Maxim.) Krasch. miêu tả khoa học đầu tiên năm 1946.